# Eva Suková
Eva Suková (*22. dubna 1961 Praha) je česká divadelní dramaturgyně. Od roku 1992 působí v Dejvickém divadle.

## Život
V roce 1985 absolvovala Divadelní fakultu Akademie múzických umění v Praze. V letech 1985 - 1992 působila v Divadle Jaroslava Průchy v Kladně. Od roku 1992 je dramaturgyní Dejvického divadla.

## Dramaturgie v Dejvickém divadle
- 1997 Utišující metoda
- 1999 Neuvěřitelný a tklivý příběh o bezelstné Eréndiře a její ukrutné babičce
- 2000 Oblomov
- 2001 O zakletém hadovi
- 2003 [sic]
- 2004 Sekec mazec
- 2007 Šťovík, pečené brambory
- 2007 Černá díra
- 2008 39 stupňů
- 2009 Hlasy
- 2009 Krajina se zbraní
- 2010 Dealer's Choice
- 2012 Ucpanej systém
- 2013 Racek
- 2015 Zásek
- 2015 William Shakespeare: Zimní pohádka[1]

## Autorka nebo spoluautorka her
- 2001 O zakletém hadovi
- 2007 Černá díra
- 2015 Zásek

## Herečka
- 2003 Tramvaj do stanice Touha - Sestra
- 2009 Hlasy - Sestra
- 2011 Wanted Welzl - Eskymačka